# نظرة الألف ياردة

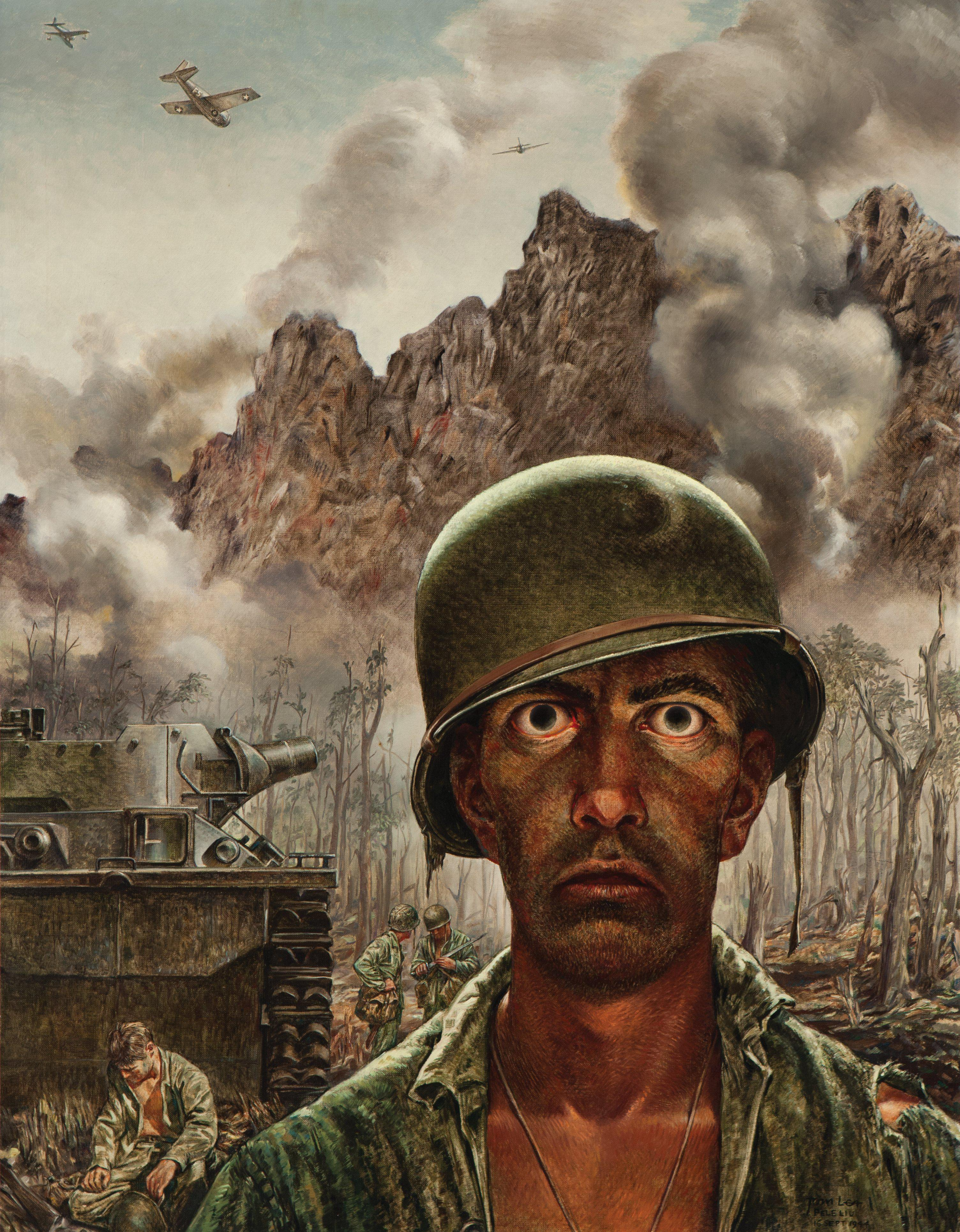
فنان الحرب توماس ليا نظرة الألفي ياردة

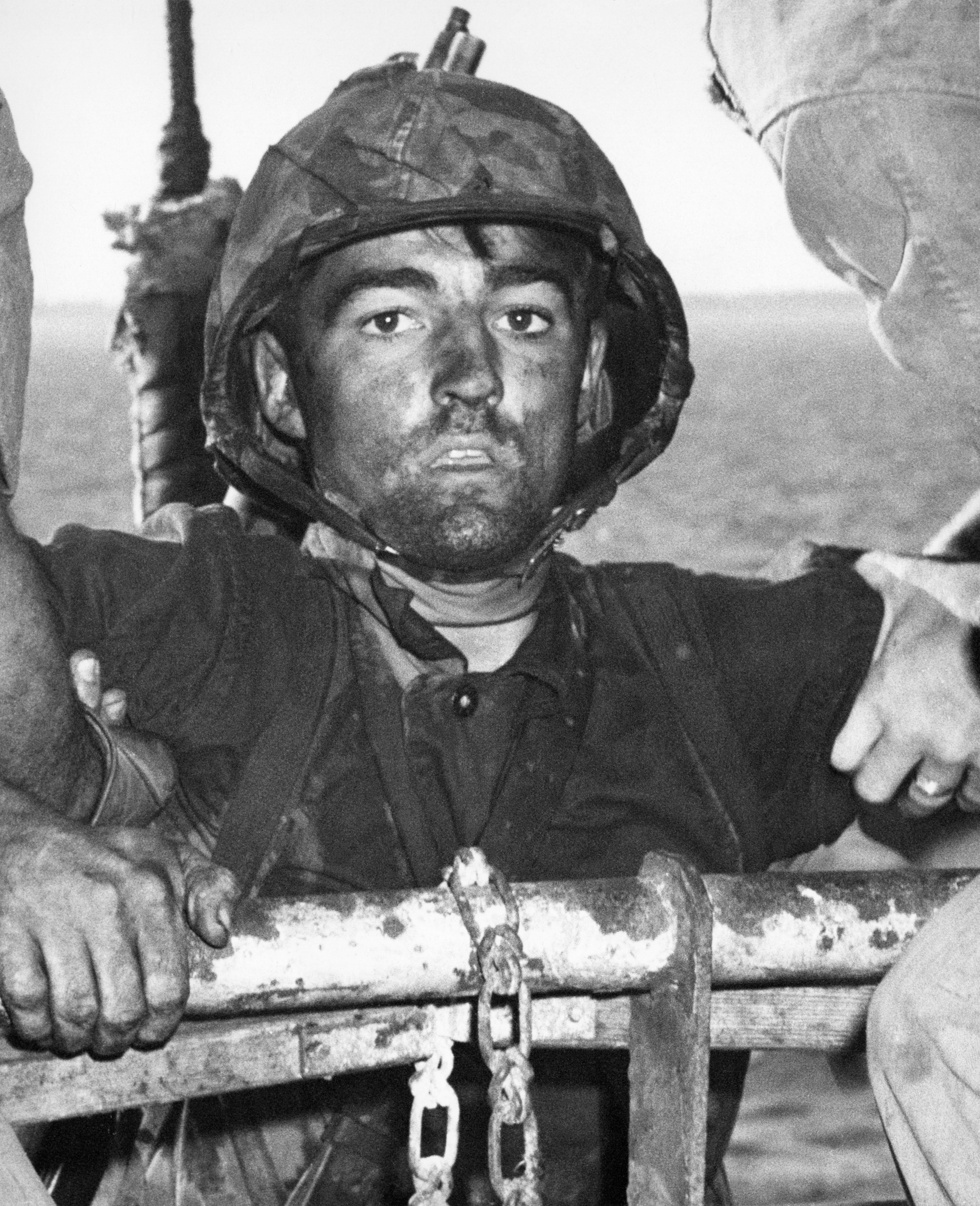
جندي من مشاة البحرية الأمريكية منهك وتبدو عليه نظرة الألف ياردة بعد يومين من القتال المستمر في معركة إنيويتوك، فبراير 1944.

نظرة الألف ياردة أو تحديقة الألفي ياردة عبارة تُستخدم غالبًا لوصف النظرة الفارغة غير المركزة للجنود الذين انفصلوا عاطفياً عن الأهوال المحيطة بهم. كما يستخدم أحيانًا لوصف نظرة الانفصال عن الواقع بين ضحايا الأنواع الأخرى من الصدمات.

## الأصل
انتشرت هذه العبارة بعد أن نشرت مجلة Life لوحة المشاة يسمونها تحديقة الألفي ياردة لفنان الحرب العالمية الثانية والمراسل توم ليا ، عام 1945م. رغم أن اللوحة لم يُشر إليها بهذا العنوان في مقالة المجلة. اللوحة هي بورتريه يصور أحد أفراد مشاة البحرية المجهولين في معركة بيليليو عام 1944م، ويملكها الآن مركز التاريخ العسكري لجيش الولايات المتحدة في القاعدة العسكرية مكنير، بالعاصمة واشنطن. وعن هوية هذا الجندي المجهول، قال ليا: 
 عند عودته إلى فيتنام في عام 1965م، قال العريف جو هول (مدير متحف مشاة البحرية في كاروليناس في عام 2002) إنه لا يرى أي انفعال في عيون فريقه الجديد: «كانت النظرة في عيونهم خالية من الحياة»، أو ما سمّي لاحقًا ب«نظرة الألف ياردة». وأضاف «بعد أن فقدت صديقي الأول، شعرت أنه من الأفضل أن أبقى بعيدًا عن واقعي».